# Hugo Zwillenberg
Hugo Zwillenberg (* 26. Mai 1885 in Lyck, Ostpreußen; † 31. Oktober 1966 in Bern; vollständiger Name: Hermann Hugo Zwillenberg) war ein deutscher Jurist, Unternehmer und Diplomat jüdischen Glaubens.

## Leben
Zwillenberg verbrachte seine ersten Lebensjahre in seiner Geburtsstadt Lyck, wo er zuerst die Gemeindeschule und anschließend das Königliche Gymnasium Lyck besuchte. Nach dem Umzug seiner Eltern nach Rastenburg besuchte er dort das Herzog-Albrechts-Gymnasium, wo er an Ostern 1904 das Abitur bestand. Danach studierte Zwillenberg Rechts- und Staatswissenschaften, zunächst an der Albertus-Universität Königsberg, dann an der Friedrich-Wilhelms-Universität Berlin und zuletzt an der Ludwig-Maximilians-Universität München. 1908 bestand er das erste juristische Staatsexamen, begann dann seine praktische Ausbildung als Referendar. Vom 1. Oktober 1908 bis zum 30. September 1909 leistete er seinen Militärdienst als Einjährig-Freiwilliger ab, zuerst bis zum 31. März beim Königlich Bayerischen 8. Feldartillerie-Regiment „Prinz Heinrich von Preußen“ in Nürnberg und dann beim Königlich Bayerischen 10. Feldartillerie-Regiment in Erlangen. Danach setzte er seine praktische Ausbildung in Bartenstein, Berlin und Königsberg fort und bestand im Frühjahr 1914 das zweite Staatsexamen. Zwischenzeitlich wurde er 1912 von der Friedrich-Alexander-Universität Erlangen zum Doktor beider Rechte promoviert.

### Erster Weltkrieg
Nach dem Studium und dem Vorbereitungsdienst wurde Zwillenberg als Gerichtsassessor in den Staatsdienst übernommen. Kurz darauf musste er bei Ausbruch des Ersten Weltkriegs am 1. August 1914 als Unteroffizier beim 8. Feldartillerie-Regiment einrücken und diente während des gesamten Kriegs, bis er am 18. Dezember 1918 aus dem Heeresdienst entlassen wurde. Während seiner Dienstzeit erhielt er drei militärische Auszeichnungen:
- Eisernes Kreuz 2. Klasse (9. April 1916)
- Militärverdienstorden (Bayern) mit Krone und Schwertern (8. Januar 1917)
- Dienstauszeichnung (Bayern) 3. Klasse (22. August 1918)

### Weimarer Republik
Nach der Entlassung aus dem Heeresdienst war er für kurze Zeit in Berlin als Richter tätig, dann wechselte er in die Privatwirtschaft. Im Hinblick auf seine Heirat mit der Tochter des Warenhaus-Unternehmers Oscar Tietz trat er als Volontär in das Unternehmen Hermann Tietz & Co. ein, um seine Ausbildung zum Warenhausspezialisten kümmerte sich sein künftiger Schwiegervater persönlich. Tatsächlich begann er als Syndikus, wurde kurz darauf Prokurist und bereits 1919 Teilhaber. Am 18. November 1919 heiratete er in Berlin Elise Regina Tietz (* 11. April 1896 in München). Das Paar hatte zwei Kinder, Lutz Oscar Tietz (* 9. Dezember 1925 in Berlin-Charlottenburg; † 25. Dezember 2011 in Bern) und Helga Henriette Linde (* 25. Februar 1930 in Berlin; † 16. Januar 2013 in Bern). Mit ihm wurde sein jüngerer Schwager Martin Tietz Teilhaber; der ältere Schwager Georg war es bereits 1917 geworden. Später wurde Zwillenberg ehrenamtliches Ausschussmitglied im Verband Deutscher Waren- und Kaufhäuser und ehrenamtlicher Finanzrichter; 1929 trat er der Berliner Gesellschaft der Freunde bei.
Neben seiner beruflichen Tätigkeit engagierte sich Zwillenberg auch kulturell. Im Bereich der Kunst spiegelt sich das vor allem in seiner privaten Sammlung von Skulpturen des Tierbildhauers August Gaul wider. Im Berliner Musikleben wirkte er als Förderer im Rahmen der Gesellschaft der Musikfreunde zu Berlin, die ihn für seine bedeutenden Verdienste um den Verein anlässlich ihres 25-jährigen Jubiläums im Januar 1933 zum Ehrenmitglied ernannte.

### NS-Zeit
In der Zeit des Nationalsozialismus wurde das Unternehmen Hermann Tietz 1933/1934 „arisiert“. Zwillenberg schied im Juli 1933 aus der Geschäftsleitung und Ende 1934 ganz aus dem Unternehmen aus. In den Folgejahren kontrollierte er verschiedene Fabrikationsbetriebe, an denen er maßgeblich beteiligt war; sein Hauptaugenmerk galt allerdings der Verwaltung seines Guts, des Dominiums Linde mit 1500 Hektar im Kreis Westhavelland. Auf diesem war er schon vorher in seiner Freizeit als Landwirt tätig gewesen. Seine beiden ebenfalls aus dem Unternehmen ausgeschiedenen Schwäger Georg und Martin Tietz hatten die Staatsbürgerschaft des Fürstentums Liechtenstein angenommen und gelangten in der Folge auf Umwegen über Kuba in die Vereinigten Staaten. In der „Reichskristallnacht“ wurde Zwillenberg am 9. November 1938 von der Gestapo in seinem Berliner Büro verhaftet und tags darauf ins KZ Sachsenhausen verbracht, aus dem er am 26. November wieder entlassen wurde. Am 9. März 1939 emigrierte er mit seiner Familie in die Niederlande.
Bereits am 10. Januar 1939 wurde er zum Honorarkonsul der Republik Nicaragua in Rotterdam ernannt. Dort erwarb er bald eine Aktienmehrheit an der N.V. Eerste Nederlandsche Snaren- en Catgutfabriek und übernahm die Leitung des Unternehmens. Nach der deutschen Besetzung der Niederlande im Mai 1940 wurde die Familie Zwillenberg am 25. Oktober 1943 in Amsterdam verhaftet und ins Durchgangslager Westerbork verbracht, wo sie vom 4. November 1943 bis zum 15. März 1944 interniert war. Von März bis Mai 1944 hielt sich die Familie im französischen Internierungslager Vittel sowie nach einem Gefangenenaustausch mit den Alliierten vom Juni 1944 bis Kriegsende in nordafrikanischen Internierungslagern der United Nations Relief and Rehabilitation Administration auf. Am 26. August 1945 kehrte die Familie wieder in die Niederlande zurück.

### Nachkriegszeit
Anders als die Brüder Tietz kehrte Zwillenberg nach der bedingungslosen Kapitulation der Wehrmacht nicht nach Deutschland zurück, sondern blieb mit seiner Familie in den Niederlanden. Von 1945 bis 1958 war er dort Generalkonsul der Republik Nicaragua, daneben auch Generalkonsul der Republik von San Marino. Neben seiner diplomatischen Tätigkeit baute er sein vor dem Krieg erworbenes Unternehmen für chirurgische Instrumente aus. 1964 zog er mit seiner Ehefrau nach Bern zu den beiden dort ansässigen Kindern. Hugo Zwillenberg verstarb dort am 31. Oktober 1966, seine Frau Elise am 14. August 1986.